# Henry Ganier
 (juillet 2013).
Si vous disposez d'ouvrages ou d'articles de référence ou si vous connaissez des sites web de qualité traitant du thème abordé ici, merci de compléter l'article en donnant les références utiles à sa vérifiabilité et en les liant à la section « Notes et références ».
Pour les articles homonymes, voir Ganier.
Tanconville, pseudonyme d'Henry Ganier,  né le 29 juillet 1845 à Lunéville, mort le 20 septembre 1936 à Baume-les-Dames, est un magistrat, artiste peintre, affichiste et illustrateur français.

## Biographie
Henri Ganier-Tanconville naît à Lunéville (Meurthe-et-Moselle). Après avoir passé son baccalauréat, à l'instar de ses trois grands-oncles et de son grand-père, officier d'Empire, Henry Ganier décide d'embrasser une carrière militaire. Son père l'oriente vers le droit et les lettres, il devient étudiant à la faculté de droit de Strasbourg, puis avocat stagiaire à Colmar. Pendant la Guerre franco-allemande, il s’engage comme lieutenant au 2e bataillon des mobiles du Haut-Rhin. Après la défaite, sa famille s’installe à Tanconville, un petit village proche de Cirey-sur-Vezouze, à la nouvelle frontière de 1870 dont il utilise ensuite le nom comme pseudonyme. Il quitte l'Alsace en 1872 et devient juge d'instruction à Nancy (1872-1893). Il restera marqué par cet exil forcé, évoquant dans l'avant-propos à ses Récits et légendes d'Alsace (1884, Paris, Berger-Levrault) "les regrets de la terre bien-aimée, le Heimweh en un mot". En 1873, il épouse Thérèse Arnold, qui lui donne deux fils, Frantz et André. Son épouse meurt en 1892.
Il occupe plusieurs postes dans la magistrature et est, de 1872 à 1893, juge d'instruction à Nancy. Il termine sa carrière en 1893 et se consacre à la peinture. Il s’installe près de Strasbourg en 1894, et y réside jusqu'en 1914. Durant cette période il se consacre exclusivement à son activité de peintre et d'illustrateur sous le pseudonyme de Tanconville. Il est mentionné parmi les membres fondateurs du cercle de peintres alsaciens de la Kunschthafe dont il illustra le vingt-septième dîner. Il produit pendant plus de trente ans des affiches pour la Compagnie des chemins de fer de Paris à Lyon et à la Méditerranée (PLM). On retrouve souvent dans ses compositions des soldats et des femmes à coiffe alsacienne. De 1898 à sa mort, il dirige Le Grand Messager Boiteux de Strasbourg dont il rédige la préface et quelques articles. 
Henri Ganier-Tanconville exposa au salon des artistes strasbourgeois en 1903 et 1904.
Spécialiste des dessins militaires et uniformes napoléoniens, Tanconville, artiste francophile, est expulsé d'Alsace en 1914. Pendant la Première Guerre mondiale, il se réfugie d’abord à Genève puis il rejoint son fils aîné à Chambéry et se retire à Baume-les-Dames, après la mort de son fils tombé au champ d'honneur en 1917 avec le grade de capitaine au 140° RI. C'est dans cette retraite qu'il meurt en 1936.
Dans ses souvenirs, le commandant Eugène Louis Bucquoy parle de Tanconville comme d'« un homme d'une érudition profonde, aussi brillant écrivain que délicieux artiste ».

## Collections publiques
Tanconville réalisa des planches de petits soldats, des cartes postales à sujets militaires et régionalistes alsaciens, des affiches pour la compagnie de chemins de fer PLM.

### Œuvres sur papier
- Esquisse et lettre à son éditeur, 1887, crayon sur vélin, musée d'art moderne et contemporain de Strasbourg
- Esquisse première d'une composition pour le voyage au château des Vosges , plume encre brune sur vélin, musée d'art moderne et contemporain de Strasbourg

### Décors
- Décors pour les églises du Bonhomme et de Russ
- Hôtel de Ville de  Cirey-sur-Vezouze : décors de 9 panneaux[3] pour la salle des fêtes construite au premier étage de la Nouvelle Halle (1905). Il n'en reste plus aujourd'hui que six.

## Affiches
Henry Ganier réalise des affiches pour la PLM, telles que Vichy et Evian, Chatelguyon, La Bourboule, Brides-les-Bains, Le Mont-Blanc, etc.
- Vers 1899, Nice PLM, Billets à prix réduits, affiche de Nice vue du château, Lyon, Impr. B. Delaye, L. Hemmerlé & Cie.
- Vers 1900, Uriage-les-Bains, PLM, lithographie Impr par Courmont frères, Paris.
- Vers 1900, Le Lac d'Annecy, affiche, lithographie.
- Vers 1900,  Mont Blanc pour le PLM, affiche, lithographie.
- Chemin de Fer PLM, St Honoré-les-Bains, affiche lithographie, simili-aquarelle, Courmont Frères, Paris. Collections du conseil général de la Nièvre, conservation départementale des musées.
- Besançon, lithographie en couleurs, impr. Berger Levrault et Cie.

Affiches pour la PLM
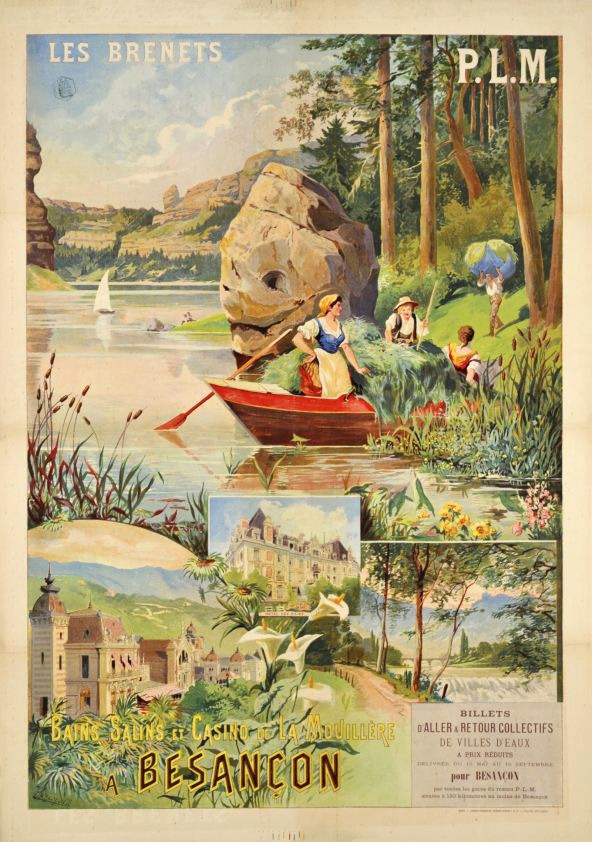
Les Brenets
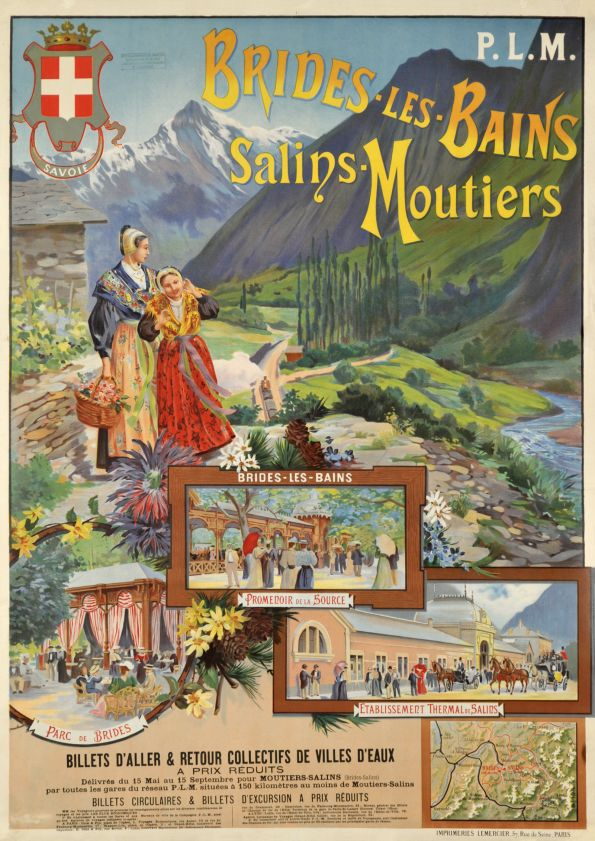
Brides-les-Bains
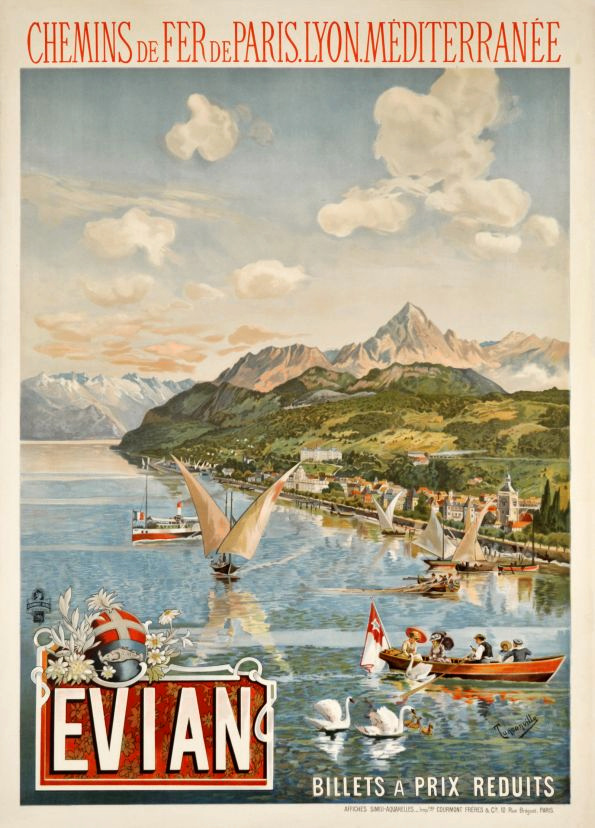
Évian
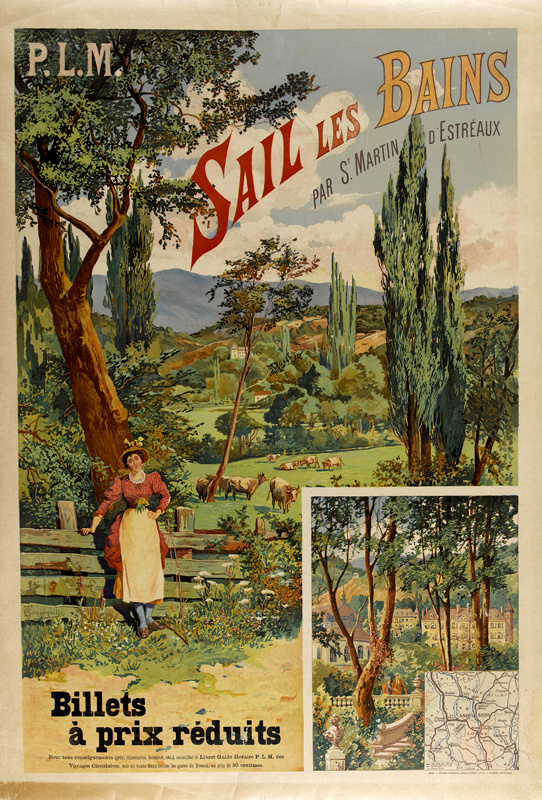
Sail-les-Bains

## Illustrations

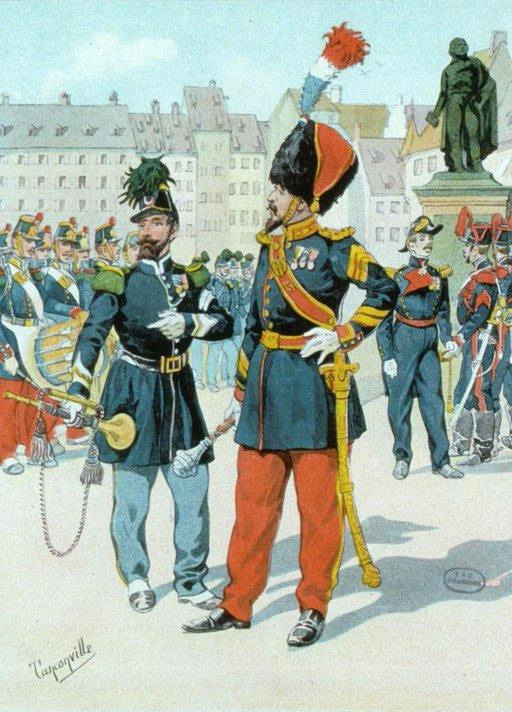
1859. Der Zapfenstreich der Garnison auf dem Kleberplatz zu Strassburg (1911)

Henry Ganier est également connu pour ses illustrations d’uniformes des Gardes impériales du Premier et du Second Empire, dans Les Alsaciens dans la garde impériale et ses illustrations du trésor légendaire alsacien dans Récits et légendes d'Alsace.
- Henry Ganier, Les Alsaciens dans la garde impériale et dans les corps d'élite, illustré par Maurice Toussaint et Tanconville, Le Livre chez vous, 200 pages, 50 illustrations couleur et 36 en noir et blanc.
- Les garnisons d'Alsace au XIXe siècle 100 planches d’uniformes en couleurs de Henri Ganier-Tanconville, Frédéric Régamey et Léo Schnug, Strasbourg, Imprimerie Alsacienne, 1911.
- Tanconville :Elssäsische Volkslieder Strassburg elsässische druckerei & verlagsanstalt vorm G.Fischbach 1913 Grand format oblong 48 illustrations à pleine page.
- Henri Ganier Récits et légendes d'Alsace, (avec E.Tuefferd), 12 compositions hors texte gravées sur bois et 44 sujets dans le texte (Berger-Levrault éditeur, Paris,1884)

## Poésies
- Les Partisans[4].